# Варкоч (Нижньосілезьке воєводство)
Варкоч (пол. Warkocz) — село в Польщі, у гміні Стшелін Стшелінського повіту Нижньосілезького воєводства.
Населення — 200 осіб (2011).
У 1975-1998 роках село належало до Вроцлавського воєводства.

## Демографія
Демографічна структура станом на 31 березня 2011 року:
|          | Загалом | Допрацездатний вік | Працездатний вік | Постпрацездатний вік |
| -------- | ------- | ------------------ | ---------------- | -------------------- |
| Чоловіки | 102     | 23                 | 68               | 11                   |
| Жінки    | 98      | 20                 | 59               | 19                   |
| Разом    | 200     | 43                 | 127              | 30                   |